# Jewhen Obedinski
Jewhen Ołeksandrowycz Obedinski (ukr. Євген Олександрович Обедінський, ur. 12 października 1983, zm. 17 marca 2022 w Mariupolu) – ukraiński waterpolista.
Wielokrotny mistrz Ukrainy w barwach klubu Illicziweć Mariupol, a także kapitan reprezentacji Ukrainy. Zginął podczas oblężenia Mariupola w trakcie inwazji Rosji na Ukrainę. Miał troje dzieci.
Jego córka Kira została ranna i wywieziona do Doniecka, a następnie trafiła do dziadków w Kijowie.